# Rivière Miniac
Pour les articles homonymes, voir Miniac.
La rivière Miniac est un affluent de la rivière Harricana, coulant dans la municipalité de Saint-Dominique-du-Rosaire et le territoire non organisé de Lac-Chicobi, dans la municipalité régionale de comté (MRC) de l'Abitibi, au Québec, au Canada.
La foresterie constitue la principale activité économique du secteur ; les activités récréotouristiques, en second surtout la chasse et la pêche. La surface de la rivière est habituellement gelée du début décembre à la fin d'avril, toutefois la circulation sécuritaire sur la glace se fait généralement de la mi-décembre à la fin mars.
Cette zone est surtout accessible par la route 109 (sens nord-sud) longeant la rive est de la rivière Harricana pour aller rejoindre Matagami.

## Géographie

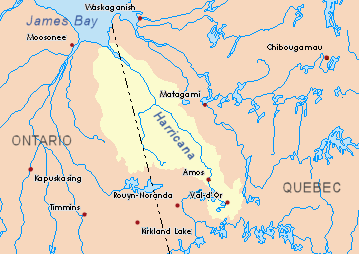
Bassin versant de la rivière Harricana.

La rivière Miniac prend sa source à l'embouchure du lac Chicobi (longueur : 1,3 km ; altitude : 302 m). Ce lac de marais est situé dans le canton de Coigny à 0,5 km à l'ouest de la limite des cantons de Miniac et de Coigny et à 0,8 km à l'ouest de la route 109.
L'embouchure de ce lac de tête est situé à :
- 7,9 km au sud de la limite sud de Eeyou Istchee Baie-James ;
- 13,6 km au sud-est de l'embouchure de la rivière Miniac (confluence avec la rivière Harricana) ;
- 21,2 km au nord-est du centre du village de Saint-Dominique-du-Rosaire ;
- 41,8 km au nord du pont ferroviaire d'Amos, lequel enjambe la rivière Harricana.
- 77,9 km au nord-est du centre du village de Macamic.

Les principaux bassins versants voisins de la rivière Miniac sont :
- côté nord : rivière Harricana, rivière Coigny ;
- côté est : rivière Bennet, rivière Vassal, rivière Castagnier ;
- côté sud : rivière Harricana, rivière Obalski ;
- côté ouest : rivière Harricana, rivière Desboues.

À partir de sa source, la rivière Miniac coule sur 35 km, selon les segments suivants :
- 6,3 km vers l'est, le sud, puis l'ouest, en formant comme un début de spirale en zone de marais dans le canton de Boigny, jusqu'à la limite du canton de Miniac ;
- 12,5 km vers le nord-ouest en traversant du 4e rang au 9e rang, jusqu'à un ruisseau (venant de l'est) ;
- 13,4 km vers l'ouest dans le 9e rang en recueillant le ruisseau Bordeleau et en serpentant jusqu'à l'embouchure de la rivière[2].

La rivière Miniac se déverse sur la rive est de la rivière Harricana. À partir de là, le courant de la rivière Harricana coule généralement vers le nord-ouest, en traversant en Ontario pour se déverser sur la rive sud de la Baie James.
Cette confluence de la rivière Miniac avec la rivière Harricana est située en amont de la rivière Coigny et à 4,5 km en aval de la rivière Desboues, soit à :
- 26,2 km au nord-ouest de l'embouchure du lac Obalski ;
- 84,5 km au sud-est du centre du village de Lebel-sur-Quévillon ;
- 46,5 km au nord du centre-ville de Amos.

## Toponymie
Le toponyme rivière Miniac, en référence au sulpicien Jean-Pierre de Miniac (1691-1771), a été officialisé le 5 décembre 1968 à la Commission de toponymie du Québec, soit lors de la création de cette commission.